# Tepeji del Río
Esta página se refiere a una localidad. Para el municipio homónimo véase Tepeji del Río de Ocampo (municipio)
Tepeji del Río de Ocampo conocido también simplemente como Tepeji; es una ciudad mexicana, cabecera del municipio de Tepeji del Río de Ocampo situada al sur del estado de Hidalgo.  
La ciudad está aproximadamente a 80 km al norte de la Ciudad de México y aproximadamente a 13 km de la mancha urbana de la zona metropolitana del valle de México. Su proximidad a la Ciudad de México ha contribuido al crecimiento urbano.

## Toponimia
La palabra Tepexic proviene del náhuatl «lugar entre peñascos», está compuesta por la radical tepexitl que significa peñasco, y el locativo «c» que significa lugar. el nombre del Río hace alusión a su ubicación a las orillas del río del mismo nombre; y el nombre de Ocampo en honor a Melchor Ocampo.
El nombre de la localidad era Tepeji de Ocampo, pero el 15 de septiembre de 2013 se cambió de forma oficial a Tepeji del Río de Ocampo.

## Historia

### Prehistoria
Al noroeste se ubicaba Tepexic «lugar entre peñascos», pueblo prehispánico de ascendencia nahua, formado por sus poblados o barrios «sujetos»: Noxtongo, Atengo, Tianguistengo, Tlaxinacalpan, Atzcapotzaltongo y Tlautla. El territorio prehispánico de Otlazpan «lugar de otates», de linaje otomí/ñähñu, situado al sur, comprendía las tierras que actualmente ocupan Tlapanaloya, Santa María Quelites, San Ignacio Nopala, San José Piedra Gorda, San Mateo Buenavista y San Buenaventura (a excepción de Tlapanaloya, ninguno conserva su nombre primitivo).

### Época colonial
Según la tradición oral, desde 1524, a solo tres años de la ocupación española en la zona; Otlazpan y Tepexic fueron entregados como encomienda a Juan Jaramillo y a su esposa doña Marina, La Malinche; sin embargo fuentes fidedignas, incluyendo a Hernán Cortés, señalan que ambos pueblos fueron cedidos a Sebastián de Moscoso, El Viejo, uno de los soldados españoles sobrevivientes.
En 1529 llegaron los franciscanos a la que fuera provincia otomí de Xilotepec, ya convertida en jurisdicción española, para dar inicio a su proyecto de evangelización. En ese entonces Tepexic y Otlazpan formaban parte de dicho territorio, motivo por el que los frailes extendieron su influencia, primero a Tula, fundando en ese mismo año, una «capilla de indios» cerca de la plaza ceremonial tolteca; desde ahí se continuó la catequización de los indígenas otlazpanecas y tepexicatl.
Veintinueve años después, fray Diego de Grado Cornejo (nombrado primer «guardián» del convento que sería construido en Tepexic del Río), recibió el terreno «donado» por los macehuales de los pueblos prehispánicos Tepexic y Otlazpan, y celebró el 8 de octubre de 1558, la ceremonia de fundación de la iglesia y el convento de San Francisco de Asís, «en los términos de los dichos pueblos» como señala el Acta de Xilotepec.

### Congregación
Los pueblos prehispánicos Otlazpan y Tepexic, y sus respectivos poblados y barrios «sujetos», habían sido integrados al programa de Congregaciones de pueblos de indios, instaurado en 1550 por la corona española. La congregación se inició el 8 de octubre de 1558, cuando los indígenas comenzaron a construir la iglesia y el convento de San Francisco de Asís, forzados por el gobierno español a proporcionar los materiales y la mano de obra, y obligados a reubicarse alrededor del convento recién fundado. El pueblo conservó el nombre prehispánico: Tepexic; y por haberse ubicado cerca del cuerpo de agua (afluente del río Pánuco), se le añadió «del Río». Posteriormente tuvo distintos nombres: San Francisco Tepexic, San Francisco del Río, Tepexic del Río. La unión definitiva de ambos pueblos fue concretada hasta finales del siglo XVIII, tomando el nombre de Tepeji del Río.

### Acta de Xilotepec
El acta es un legajo compuesto por siete documentos relacionados con la fundación de la iglesia y el convento de San Francisco de Asís. Los seis primeros fueron signados entre 1558 y 1559, por el virrey Luis de Velasco, padre, y por el escribano Antonio de Turcios; el documento de 1606 fue decretado por el virrey Juan Manuel de Mendoza y Luna para regular el funcionamiento de la acequia que daba servicio al convento.
1. Escritura de donación
2. Confirmación del virrey
3. Auto de posesión del terreno
4. Escritura (acta) de donación del agua del teuloque (acequia)
5. Auto de posesión del agua de la acequia
6. Aprobación del virrey
7. Decreto de 1606

## Geografía
Se encuentra en la región geográfica del Valle del Mezquital; a la localidad le corresponden las coordenadas geográficas 19°54′18.782″ de latitud norte y 99°20′30.531″ de longitud oeste; con una altitud de 2138 m s. n. m. Cuenta con un clima templado subhúmedo con lluvias en verano, de menor humedad.
En cuanto a fisiografía se encuentra en la provincia del Eje Neovolcánico, dentro de la subprovincia de Lagos y Volcanes de Anáhua; su terreno es de lomerío. En lo que respecta a la hidrografía se encuentra posicionado en la región del Pánuco, dentro de la cuenca del río Moctezuma, y en la subcuenca del río El Salto.

## Demografía
De acuerdo con el Censo de Población y Vivienda 2020 del INEGI; la ciudad tiene una población de 36 618 habitantes, lo que representa el 40.441 % de la población municipal. De los cuales 17 541 son hombres y 19 077 son mujeres; con una relación de 91.95 hombres por 100 mujeres.
Las personas que hablan alguna lengua indígena, es de 465 personas, alrededor del 1.27 % de la población de la ciudad. En la ciudad hay 295 personas que se consideran afromexicanos o afrodescendientes, alrededor del 0.81 % de la población de la ciudad.
De acuerdo con datos del censo INEGI 2020, unas 30 488 declaran practicar la religión católica; unas 2146 personas declararon profesar una religión protestante o cristiano evangélico; 55 personas declararon otra religión; y unas 3891 personas que declararon no estar adscritas en una religión pero ser creyentes.
| Gráfica de evolución demográfica de Tepeji del Río entre 1900 y 2020                         |
|                                                                                              |
| Población de los censos y conteos del Instituto Nacional de Estadística y Geografía (INEGI). |

## Cultura

### Arquitectura
Templo y exconvento San Francisco
El Templo y exconvento de San Francisco de Asís cuenta con una fachada dividida en dos cuerpos, en el primero se observa la entrada de medio punto enmarcado con decoración de casetones; en la segunda sección se abrió la ventana del coro. A pesar de las serias alteraciones efectuadas en la zona del claustro, se conserva la capilla abierta. En su interior sus retablos originales han desaparecido pero se conservan algunas pinturas del periodo barroco.
El 1 de agosto de 2010 esta edificación junto Tramo del Camino Real entre el puente de La Colmena y la antigua Hacienda de La Cañada; ambos ubicados en el municipio de Tepeji fueron declarados dentro del Camino Real de Tierra Adentro como Patrimonio de la Humanidad.

### Fiestas
La fiesta del patrono San Francisco de Asís, celebrada el 4 de octubre, se complementa con actividades culturales organizadas por la comunidad eclesiástica y el Comité Cultural San Francisco. Otra fiesta muy importante es la del 8 de octubre, que incluye un programa cultural organizado por las autoridades municipales.
La Hermandad del Santo Entierro de Cristo Señor Nuestro, constituida en 1697 y refundada en 1952 con el nombre de Hermandad del Santo Entierro, es la encargada de organizar la Procesión del Silencio, el Viernes Santo por la noche. La primera que se realizó fue el mismo año 1952.

### Gastronomía
Comida tradicional: barbacoa de carnero, carnitas, chapulines, chicharrón, manguises, quesadillas de huitlacoche (hongo de maíz), sopes, enchiladas tepejanas y bebidas como el pulque curado.